# Лаги
Ла̀ги (на италиански и на венециански: Laghi) е село и община в Северна Италия, провинция Виченца, регион Венето. Разположено е на 570 m надморска височина. Населението на общината е 133 души (към 2015 г.).